# Orlane (cosmétiques)
 (mars 2022).
Si vous disposez d'ouvrages ou d'articles de référence ou si vous connaissez des sites web de qualité traitant du thème abordé ici, merci de compléter l'article en donnant les références utiles à sa vérifiabilité et en les liant à la section « Notes et références ».
Pour les articles homonymes, voir Orlane.
Orlane est une société française de cosmétiques haut de gamme. Elle est considérée comme l'un des plus grands succès de la cosmétique française de l'après-guerre. Selon un article de Forbes France, la marque, fondée par la famille d'Ornano, a connu un essor remarquable tant en France qu'à l'international et a été un acteur majeur de la cosmétique française et internationale après la Seconde Guerre mondiale. Depuis 1985, elle fait partie du Groupe Kelémata de Turin.

## Histoire
La société de parfums Jean d'Albret est fondée par  Michel et Hubert d'Ornano en 1946, nommée en l’honneur de la mère d'Henri IV, qui avait fait d'Alphonse d’Ornano le premier maréchal de France de la famille. En 1953, avec leur père Guillaume et leur mère Elisabeth, ils fondent la gamme de soins Orlane, qui devient une des références mondiales de la cosmétique dans les années 1950-1960. Selon la famille d'Ornano, ce serait Élisabeth, mère des fondateurs Michel et Hubert d'Ornano, qui aurait proposé le nom de la marque pour évoquer subtilement le patronyme d’Ornano, comme elle l'avait fait auparavant pour Lancôme, qu’elle aurait nommée en référence au bois de Lancosme, situé près de la propriété familiale dans le Berry,. Lorsque Michel d'Ornano se consacre à la politique, ils vendent la société Orlane - Jean d'Albret qu'Hubert d'Ornano dirige alors pour le compte d'actionnaires jusqu'en 1975 avant de créer Sisley. 
Plusieurs parfums emblématiques dans l’histoire de la parfumerie française ont été lancés par la maison Jean d'Albret dès ses premières années.
Le premier, Écusson, est lancé en 1947 en France, puis introduit sur le marché américain en 1951. Il s'agit d'un parfum chypré floral aux accents aldéhydés, associant citron, iris, jasmin, mousse de chêne et bois de santal. Il marque le début du succès commercial de la maison.
En 1956, Casaque poursuit le développement de la gamme avec une composition florale chyprée, tandis que Princesse d'Albret, lancé en 1960, s’inspire de Jeanne d’Albret, mère d’Henri IV. Ce parfum se distingue notamment par des notes de fraise des bois et un riche bouquet floral.
En 1961, la maison crée son premier parfum pour homme, Messire, basé sur des notes épicées et boisées. Enfin, MW (Modern Woman), lancé en 1972, vise une clientèle plus jeune et urbaine avec une signature fraîche, légèrement boisée et épicée.
La création d'Orlane oriente l'entreprise vers la cosmétique de luxe. La marque se distingue alors par son engagement envers la recherche scientifique et l'innovation en soins de la peau.
En 1968, Orlane lance la crème B21, présentée comme la crème de beauté la plus chère au monde à l'époque, introduisant une approche novatrice de la revitalisation cellulaire. La ligne B21 est devenue emblématique pour Orlane et reste en production aujourd'hui. La même décennie voit l'introduction de la gamme Gelée Royale, inspirée des propriétés nutritives de la gelée royale. Dans les années 1970, la Ligne Pure est développée pour les peaux sensibles, mettant l'accent sur la tolérance et la douceur. Les années 1980 marquent le lancement de l'Extrait Vital, un soin intensif conçu pour réparer et protéger la peau des agressions extérieures. 
Depuis 1985, Orlane fait partie du groupe Kelémata de Turin, qui comprend les marques Kelémata, Perlier, Venus, Victor Parfums et la japonaise Annayake. Le groupe italien est ainsi spécialisé dans le luxe, la haute cosmétique et la parfumerie sélective.
Orlane possède par ailleurs son propre salon de beauté situé dans le 16e arrondissement à Paris.